# 公認デモンストレーター (スノーボード)
スノーボード公認デモンストレーターとは、日本スノーボード協会（英: Japan SnowBoarding Association、JSBA）が公に認定するスノーボードのデモンストレーターである。
選考はかつては2年に一度行われていたが、第17回大会からは毎年行われている。

## 歴史
- 1994年 第1回JSBA全日本スノーボードテクニカル選手権大会兼デモンストレーター選考会開催、第1期デモンストレーター認定。
- 1995年 第2回JSBA全日本スノーボードテクニカル選手権大会開催。
- 1996年 第3回JSBA全日本スノーボードテクニカル選手権大会兼デモンストレーター選考会開催、第2期デモンストレーター認定。
- 1997年 第4回JSBA全日本スノーボードテクニカル選手権大会開催。
- 1998年 第5回JSBA全日本スノーボードテクニカル選手権大会兼デモンストレーター選考会開催、第3期デモンストレーター認定。
- 1999年 第6回JSBA全日本スノーボードテクニカル選手権大会開催。
- 2000年 第7回JSBA全日本スノーボードテクニカル選手権大会兼デモンストレーター選考会開催、第4期デモンストレーター認定。
- 2001年 第8回JSBA全日本スノーボードテクニカル選手権大会開催。
- 2002年 第9回JSBA全日本スノーボードテクニカル選手権大会開催、第5期デモンストレーター認定。
- 2003年 第10回JSBA全日本スノーボードテクニカル選手権大会開催。
- 2004年 第11回JSBA全日本スノーボードテクニカル選手権大会開催、第6期デモンストレーター認定。
- 2005年 第12回JSBA全日本スノーボードテクニカル選手権大会開催。
- 2006年 第13回JSBA全日本スノーボードテクニカル選手権大会開催、第7期デモンストレーター認定。
- 2007年 第14回JSBA全日本スノーボードテクニカル選手権大会開催。
- 2008年 第15回JSBA全日本スノーボードテクニカル選手権大会開催、第8期デモンストレーター認定。
- 2009年 第16回JSBA全日本スノーボードテクニカル選手権大会開催。
- 2010年 第17回JSBA全日本スノーボードテクニカル選手権大会開催、第9期デモンストレーター認定。
- 2011年 第18回JSBA全日本スノーボードテクニカル選手権大会開催、第10期デモンストレーター認定。
- 2012年 第19回JSBA全日本スノーボードテクニカル選手権大会開催、第11期デモンストレーター認定。
- 2013年 第20回JSBA全日本スノーボードテクニカル選手権大会開催、第12期デモンストレーター認定。
- 2014年 第21回JSBA全日本スノーボードテクニカル選手権大会開催、第13期デモンストレーター認定。
- 2015年 第22回JSBA全日本スノーボードテクニカル選手権大会開催、第14期デモンストレーター認定。
- 2016年 第23回JSBA全日本スノーボードテクニカル選手権大会開催、第15期デモンストレーター認定。
- 2017年 第24回JSBA全日本スノーボードテクニカル選手権大会開催、第16期デモンストレーター認定。
- 2018年 第25回JSBA全日本スノーボードテクニカル選手権大会開催、第17期デモンストレーター認定。